# لاون الثالث

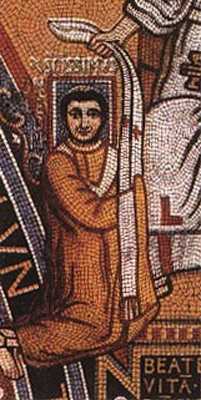
ليون الثالث

القديس لاون الثالث أو ليون الثالث أو ليو الثالث(750 - 12 يونيو 816) كان البابا الكاثوليكي منذ 795 وحتى وفاته عام 816. كان تحت حماية شارلمان من أعدائه في روما، ولذلك قام بتعزيز موقف شارلمان بتتويجه إمبراطورًا رومانيًا مقدسًا.